# 10. Golden Globe-gála
A 10. Golden Globe-gálára 1953. február 26-án került sor, az 1952-ben mozikba került amerikai filmeket díjazó rendezvényt a los angelesi Hollywood Roosevelt Hotelben tartották meg.
A 10. Golden Globe-gálán Walt Disney vehette át első alkalommal a Cecil B. DeMille-életműdíjat.

## Filmes díjak
A nyertesek félkövérrel jelölve.

### Legjobb film – dráma
- A földkerekség legnagyobb show-ja
- Térj vissza, kicsi Sheba!
- The Happy Time
- Délidő
- The Thief

### Legjobb film – vígjáték vagy musical
- With a Song in My Heart
- Hans Christian Andersen
- I'll See You in My Dreams
- Ének az esőben
- Stars and Stripes Forever

### Legjobb férfi főszereplő drámában
- Gary Cooper – Délidő
- Charles Boyer – The Happy Time
- Ray Milland – The Thief

### Legjobb női főszereplő drámában
- Shirley Booth – Térj vissza, kicsi Sheba!
- Joan Crawford – Hirtelen félelem
- Olivia de Havilland – My Cousin Rachel

### Legjobb férfi főszereplő vígjátékban vagy musicalben
- Donald O’Connor – Ének az esőben
- Danny Kaye – Hans Christian Andersen
- Clifton Webb – Stars and Stripes Forever

### Legjobb női főszereplő vígjátékban vagy musicalben
- Susan Hayward – With a Song in My Heart
- Katharine Hepburn – Pat és Mike
- Ginger Rogers – Gyanús dolog

### Legjobb férfi mellékszereplő
- Millard Mitchell – My Six Convicts
- Kurt Kasznar – The Happy Time
- Gilbert Roland – A rossz és a szép

### Legjobb női mellékszereplő
- Katy Jurado – Délidő
- Mildred Dunnock – Viva Zapata!
- Gloria Grahame – A rossz és a szép

### Legjobb rendező
- Cecil B. DeMille – A földkerekség legnagyobb show-ja
- Richard Fleischer – The Happy Time
- John Ford – A nyugodt férfi

### Legjobb forgatókönyv
- Michael Wilson – Öt ujj
- Carl Foreman – Délidő
- Clarence Greene, Russell Rouse – The Thief

### Legjobb zene
- Dimitri Tiomkin – Délidő
- Rózsa Miklós – Ivanhoe
- Victor Young – A nyugodt férfi

### Legjobb operatőr fekete-fehér filmnél
- Floyd Crosby – Délidő
- Hal Mohr – Családi ágy
- Sam Leavitt – The Thief

### Legjobb operatőr színesfilmnél
- George Barnes, J. Peverell Marley – A földkerekség legnagyobb show-ja

### Henrietta-díj
- Susan Hayward, John Wayne

### Legjobb film a nemzeti összefogásban
- Anything Can Happen
- Assignment: Paris
- Ivanhoe

### Speciális különdíj
- Francis Kee Teller

### Az év felfedezett színésze
- Richard Burton – My Cousin Rachael
- Aldo Ray – Pat és Mike
- Robert Wagner – Stars and Stripes Forever

### Az év felfedezett színésznője
- Colette Marchand – Moulin Rouge
- Rita Gam – The Thief
- Katy Jurado – Délidő

### Legjobb fiatal színész alakítás
- Brandon deWilde – The Member of the Wedding
- Francis Kee Teller – Navajo
- George Winslow – My Pal Gus

### Cecil B. DeMille-életműdíj
A Cecil B. DeMille-életműdíjat Walt Disney vehette át.

## Fordítás
Ez a szócikk részben vagy egészben  a(z)   10th Golden Globe Awards című angol Wikipédia-szócikk fordításán alapul.  Az eredeti cikk szerkesztőit annak laptörténete sorolja fel. Ez a jelzés csupán a megfogalmazás eredetét és a szerzői jogokat jelzi, nem szolgál a cikkben szereplő információk forrásmegjelöléseként.